# Österreichische Sumpfkresse
Die Österreichische Sumpfkresse (Rorippa austriaca) ist eine Pflanzenart aus der Gattung Sumpfkressen (Rorippa) innerhalb der Familie der Kreuzblütengewächse (Brassicaceae).

## Beschreibung

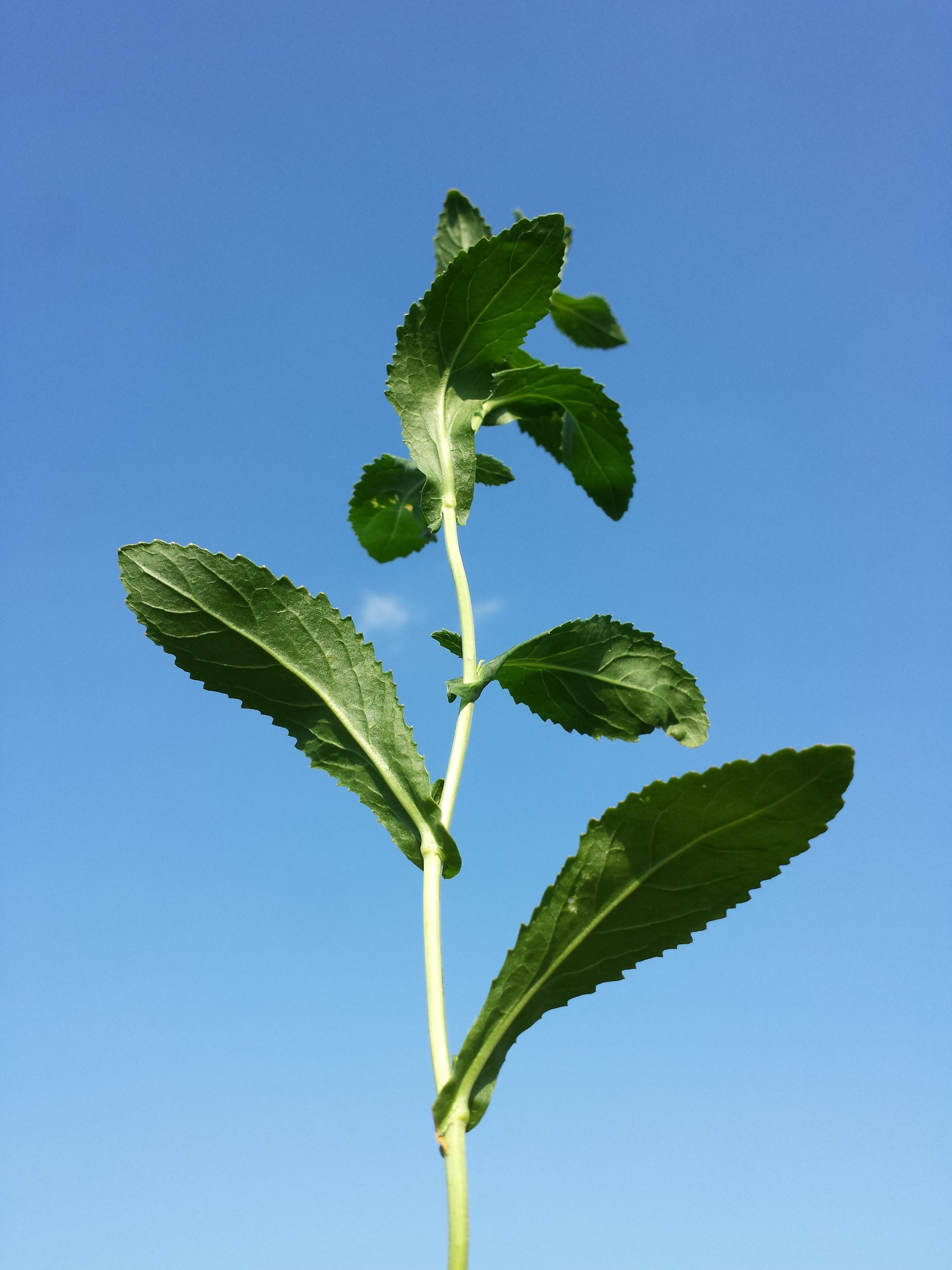
Stängel mit Laubblättern

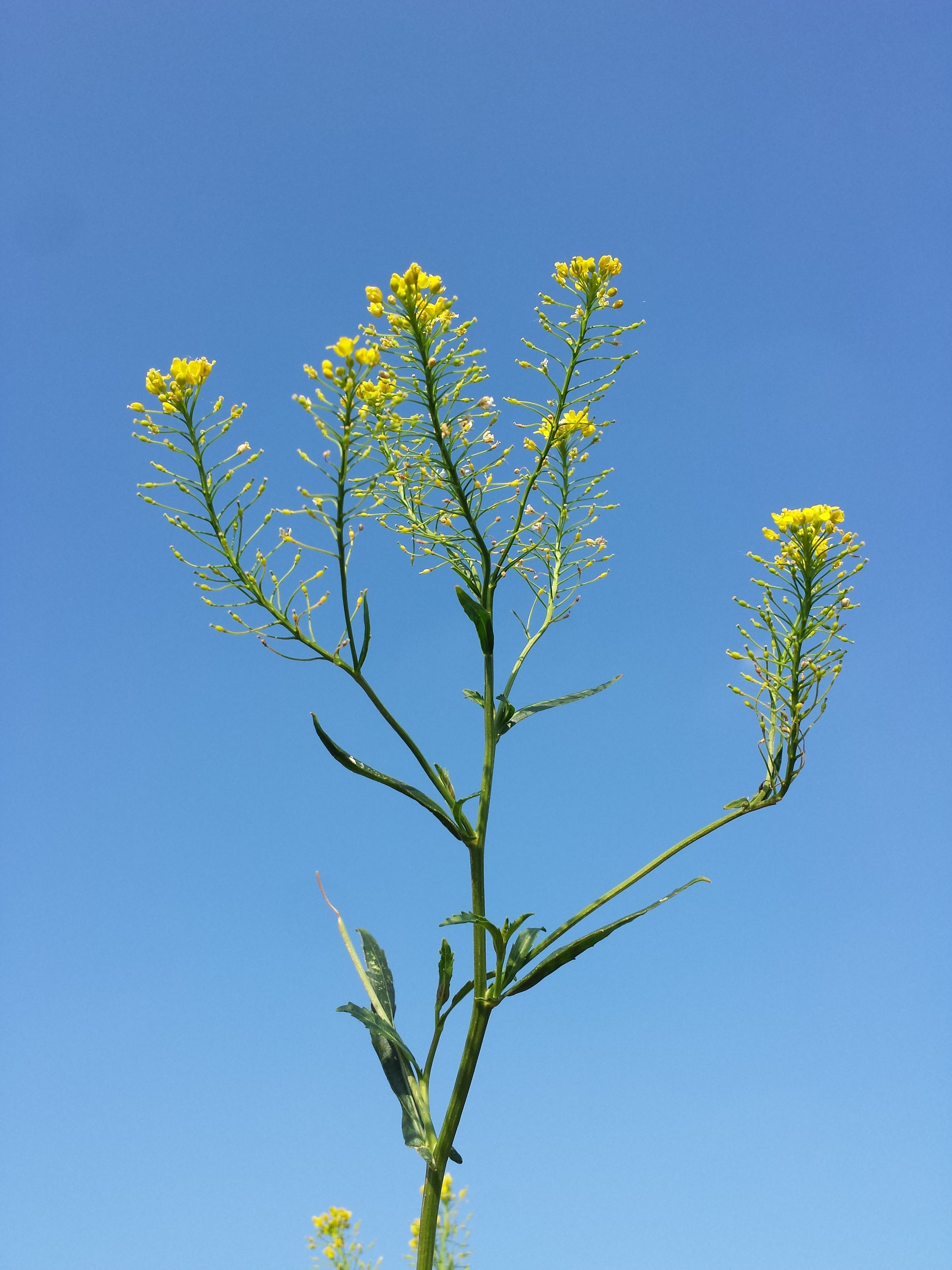
Blütenstand

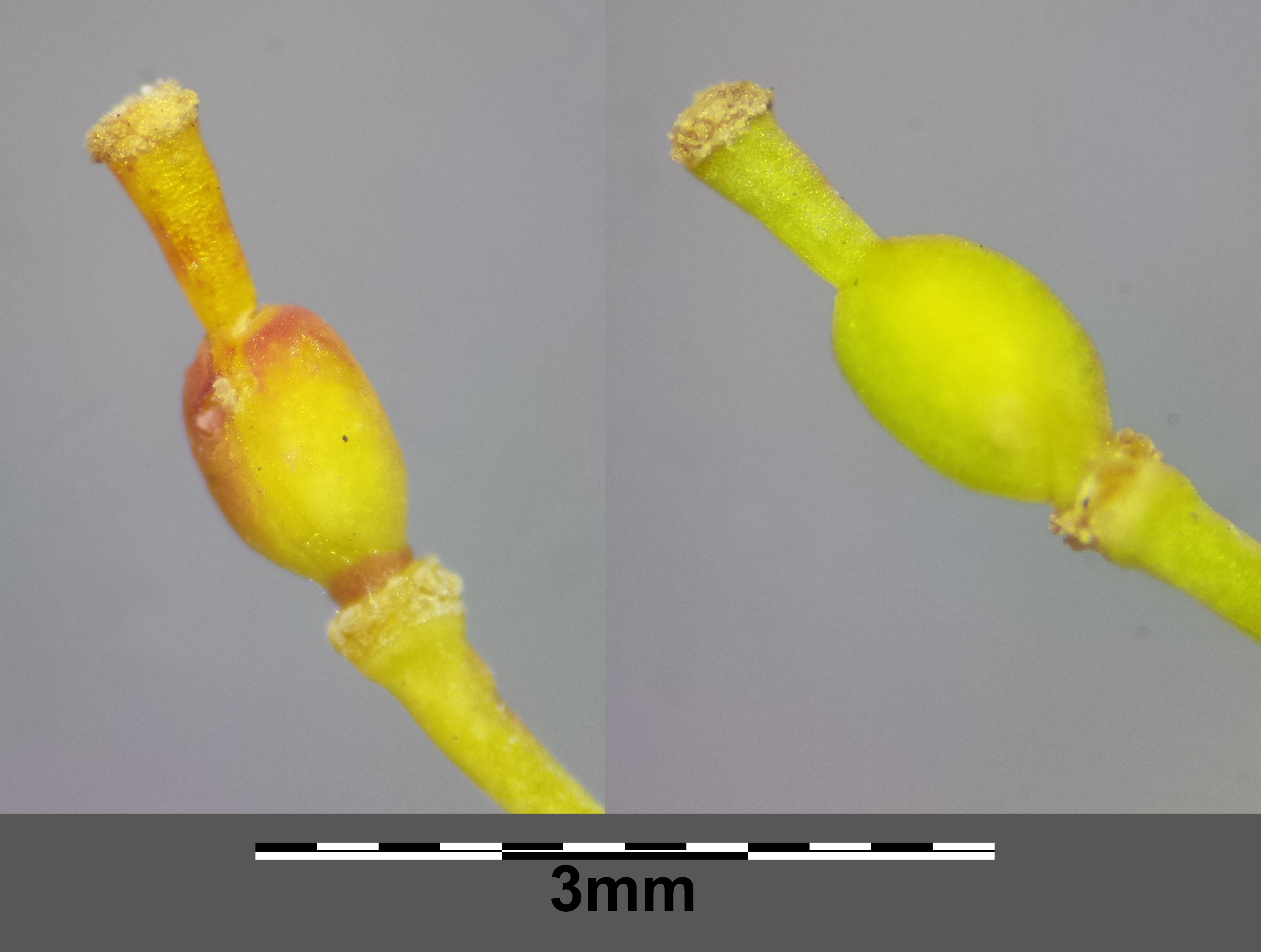
Frucht

Die Österreichische Sumpfkresse wächst als sommergrüne, ausdauernde, krautige Pflanze und erreicht Wuchshöhen von 40 bis 100 cm. Sie besitzt unterirdische Ausläufer; der Stängel ist oben verzweigt. Die untersten Stängelblätter sind in den geöhrten Blattstiel verschmälert. Die mittleren und oberen Stängelblätter sind ungeteilt, unregelmäßig gezähnt, elliptisch, am Grund herzförmig, den Stängel mit zwei Zipfeln umfassend und unterseits kurz behaart.
Die Blütezeit reicht von Juni bis August. Der Blütenstand ist anfangs doldentraubig, wird aber später durch zahlreiche Bereicherungssprosse rispenartig. Die Blüten stehen an 2 bis 4 Millimeter langen Stiele aufrecht abstehend. Die vier breite länglichen Kelchblätter sind 1,5 bis 2,5 mm lang. Die vier gelben Kronblätter sind 3 bis 4 mm lang. Die längeren Staubblätter erreichen die Kronblätter fast. Das auf einem 7 bis 15 mm langen Fruchtstiel stehende Schötchen ist bei einer Länge von 1,5 bis 3 mm fast kugelig. Die Samen liegen zu 6 bis 12 in jedem Fach; sie sind 1 Millimeter lang, hellbraun und feinwarzig-netzig.
Die Art hat die Chromosomenzahl 2n = 16.

## Ökologie
Bei der Österreichischen Sumpfkresse ist eine starke vegetative Vermehrung durch Ausläufer feststellbar; deshalb wirkt sie bodenfestigend an Böschungen und Ufern.

## Vorkommen
Die Österreichische Sumpfkresse ist eine osteuropäisch-westasiatische Pflanzenart. Ihr Verbreitungsgebiet umfasst Mittel-, Ost- und Südosteuropa, dazu den Kaukasusraum, die Türkei und Kasachstan. In Italien, Frankreich, Großbritannien, in Skandinavien, im Baltikum, in Sibirien, Japan und Nordamerika ist sie ein Neophyt. In Mitteleuropa erstreckt sich ihr Vorkommen nach Norden bis ins Oder- und Elbegebiet, und sie ist in den letzten Jahrzehnten dabei, sich in weiteren Gebiete einzubürgern.
Die Österreichische Sumpfkresse bevorzugt zeitweise nassen, nährstoffreichen, lockeren, sandigen Lehmboden. Sie ist in Mitteleuropa eine Charakterart des Agropyro(Elymo)-Rorippetum austriacae aus dem Verband Agropyro-Rumicion, kommt aber auch in Gesellschaften der Verbände Aegopodion oder Arrhenatherion vor. Sie besiedelt Ufer, geht auch an Wege und auf Dämme. An Oder, Elbe, Rhein, Main, Neckar und Isar findet man sie selten. Im Gebiet der Donau und in Österreich tritt sie zerstreut auf.
Die ökologischen Zeigerwerte nach Landolt et al. 2010 sind in der Schweiz: Feuchtezahl F = 4w+ (sehr feucht aber stark wechselnd), Lichtzahl L = 4 (hell), Reaktionszahl R = 4 (neutral bis basisch), Temperaturzahl T = 4+ (warm-kollin), Nährstoffzahl N = 4 (nährstoffreich), Kontinentalitätszahl K = 5 (kontinental), Salztoleranz 1 = tolerant.